# Pangantucan
Pangantucan es un municipio filipino de primera categoría, situado al norte de la isla de Mindanao. Forma parte de la provincia de Bukidnon situada en la Región Administrativa de Mindanao del Norte. 
Para las elecciones está encuadrado en el cuarto distrito electoral.

## Geografía
Está situado en la parte sur-occidental de la provincia,  75 km al sur de Malaybalay y 166  de Cagayán de Oro. Continuando 50 km hacia el sur llegamos a  Wao en la provincia de Lanao del Sur.

### Barrios
El municipio de Pangantucan se divide, a los efectos administrativos, en 19 barangayes o barrios, conforme a la siguiente relación:

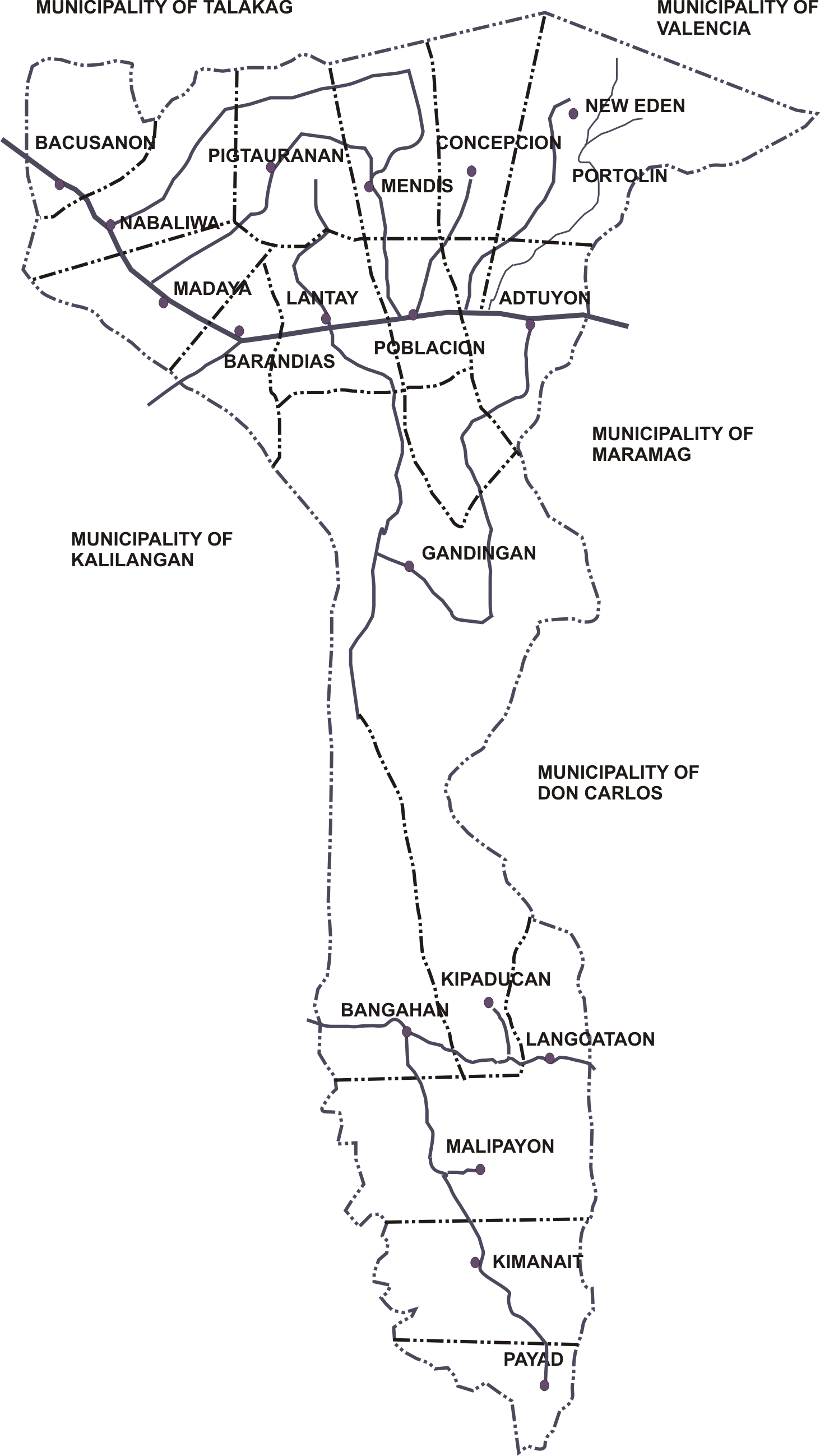
Mapa político de Pangantucan

| - Adtuyon - Bacusanon - Bangahan - Barandias - Concepción - Gandingan - Kimanait - Kipadukan - Langcataon - Lantay - Madaya - Malipayon - Mendis - Nabaliwa - Nuevo Edén - Payad - Pigtauranán - Población - Portulín |

## Historia
El nombre del municipio significa sabiduría y fuerza, quedando asociada la leyenda de aquel caballo blanco que al arrancar un tallo de bambú advierte a su amo, un datu de la tribu, de la amenaza inminente de un ataque manobo, evitando la masacre.

### Influencia española
La provincia de Misamis, creada en 1818,   formaba  parte del Imperio español en Asia y Oceanía (1520-1898). Estaba dividida en cuatro partidos.

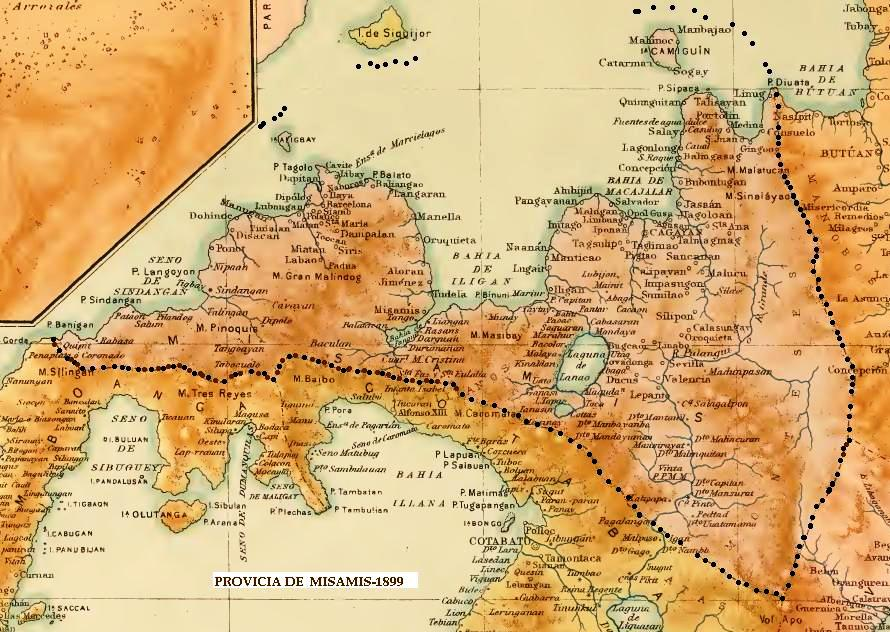
El distrito 2.º de Misamis en 1899

A principios del siglo XX la isla de Mindanao se hallaba dividida en siete distritos o provincias, uno de los cuales era el distrito 2.º de Misamis, su capital era la villa de Cagayán de Misamis y del mismo dependía la comandancia de Dapitan.

### Ocupación estadounidense
Una vez pacificado el territorio, el gobierno civil de la  provincia de Misamis fue establecido el 15 de mayo de 1901 incluyendo la subprovincia de Bukidnon.

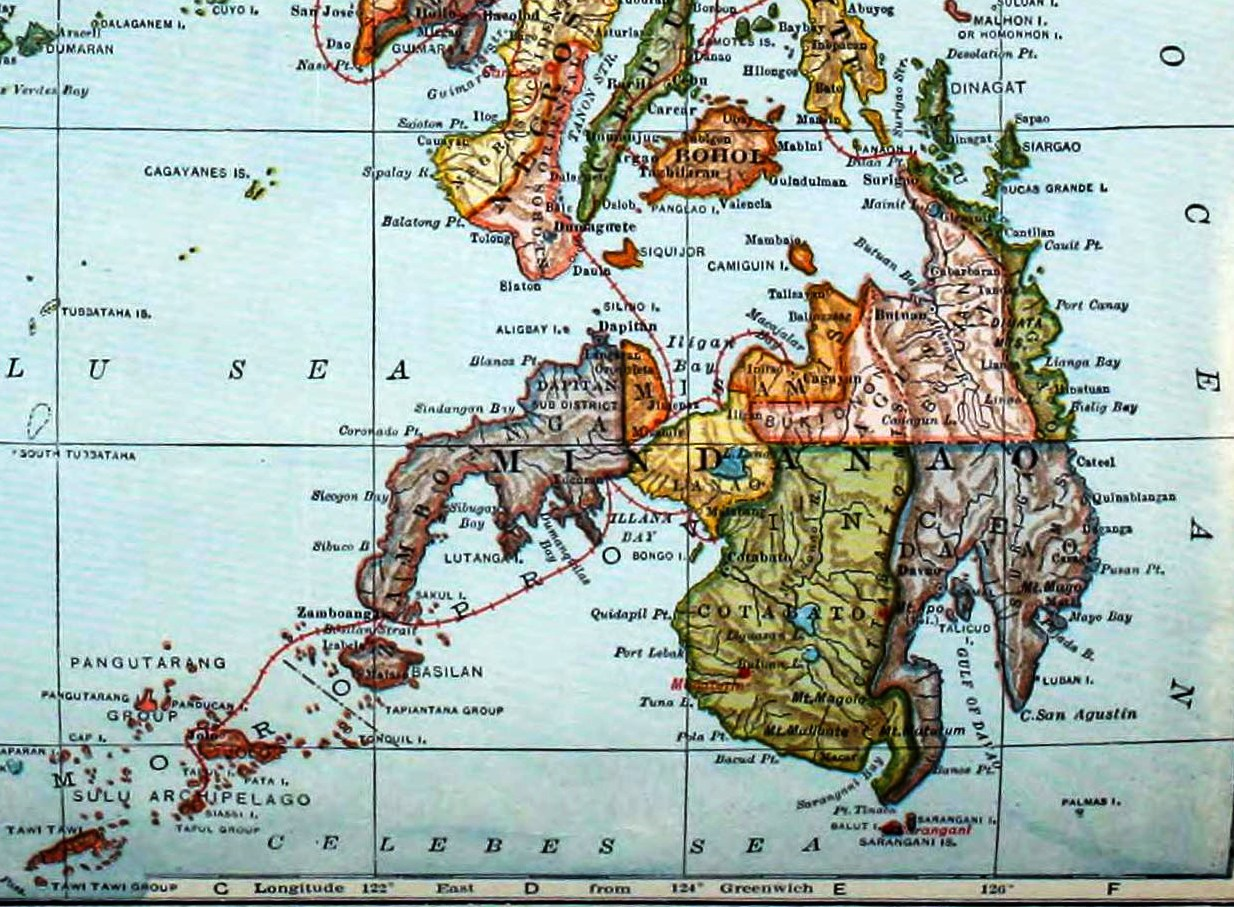
Mindanao en 1921.

El territorio situado al sur del paralelo 8 pasa a formar parte de la provincia de Cotabato.
En septiembre de 1914, al crearse el Departamento de Mindanao y Joló , Bukidnon se convierte en una de sus siete provincias.
Pagantuncán fue uno de los nueve distritos municipipales de esta provincia, tal como figura en la División Administrativa de Filipinas de 1916 y también en el plano del censo de 1918.
En 1931 este barrio de Maramag se fusionó con los de Adtuyon, Dominorog, Panalagsagan, Kalilangan y Barandias.

### Independencia
Pangantucan adquiere la condición de municipio el 1 de julio de 1962.